# NH Hotel Group
Het Spaanse concern NH Hotel Group (Navarra Hoteles) beheert een internationale keten van ruim 400 hotels, waaronder het bekende Hotel Krasnapolsky in Amsterdam. Het bedrijf heeft zijn hoofdkwartier in Madrid en is genoteerd aan de beurs van Madrid. NH Hotel Group maakt deel uit van de Spaanse aandelenindex IBEX-35. Het bedrijf gebruikt de merknamen NH Hotels, NH Collection, nhow en Hesperia Resorts.
NH Hotel Group was in 2006 de op zes na grootste hotelketen van Europa. Het was de op twee na grootste zakenhotelketen van het continent en de op drie na grootste stedelijke hotelketen van het continent. Het bedrijf is ook sterk in Latijns-Amerika en Afrika. NH Hotel Group is sinds 2000 snel gegroeid door een aantal overnames. Het had in 2007 een omzet van 1,4 miljard euro, 38% meer dan het jaar daarvoor, en de behaalde winst in 2007 was 77,4 miljoen, 24% meer dan het jaar ervoor. In 2007 werden twee Italiaanse hotelketens aangekocht, Jolly Hotels en Framon.
NH Hotel Group begon in 1978 met één hotel, het Ciudad de Pamplona in Pamplona, geopend door de 29-jarige ondernemer Antonio Catalán Díaz. Catalán verkocht zijn aandeel in het bedrijf voor 70 miljoen euro in 1997 en begon een nieuwe hotelketen, AC Hotels.
In Nederland fuseerde NH Hotel Group in 2000 met de Krasnapolsky-hotelketen voor een bedrag van 728 miljoen euro. Hierbij kwamen, naast het Hotel Krasnapolsky, ook de Golden Tulip-hotels en een aantal andere Amsterdamse hotels, waaronder het Barbizon Palace, Doelen Hotel, Schiller Hotel en Caransa Hotel, in handen van NH Hotel Group. Golden Tulip werd in 2002 weer afgestoten. In totaal beheert het bedrijf in Amsterdam 12 hotels in het centrum en één hotel bij Schiphol. Daarnaast heeft NH Hotel Group zo'n 20 andere hotels in Nederland. In België beheert het bedrijf een reeks hotels in Brussel, Gent, Antwerpen en Brugge.
NH Hotel Group en de Spaanse keten Hesperia Hotels tekenden in september 2009 een fusieovereenkomst, waardoor het aantal hotels van NH Hotel Group stijgt naar zo'n 400. Hesperia beschikt over 51 hotels. Mogelijk worden deze in de toekomst gerebrand naar NH.